# Consiglio di famiglia
Consiglio di famiglia (Conseil de famille) è un film del 1986 diretto da Costa-Gavras.